# Чертаново (станция)
Черта́ново — железнодорожная станция Павелецкого направления Московской железной дороги в Москве. По основному характеру работы является грузовой, по объёму работы отнесена к 3 классу. Входит в Московско-Горьковский центр организации работы железнодорожных станций ДЦС-8 Московской дирекции управления движением.
На главном трёхпутном ходу Павелецкого направления станция Чертаново находится только по III пути, проходящему от станции Варшавская с западной стороны I и II путей на восточную сторону под путепроводом, основное путевое развитие находится на восток в стороне от I, II путей. Далее на юг III путь снова приближается к I, II путям.

## Остановочный пункт
Остановочный пункт Чертаново с пассажирскими платформами находится на I, II путях, вне границ станции Чертаново, на перегоне Варшавская — Бирюлёво-Товарная.
Всего две боковых платформы, переход между которыми осуществляется по пешеходному настилу через железнодорожные пути главного хода. Турникетами не оборудованы. Билетная касса находится с западной стороны путей возле пешеходного настила к северу от платформ. Ранее также работала билетная касса в павильоне на восточной платформе («в центр»).
В 100 метрах от платформы находятся крупные торговые комплексы «METRO Cash & Carry» и «OBI».

## Наземный общественный транспорт
На этой станции можно пересесть на следующие маршруты городского пассажирского транспорта:
- Автобусы: 814, с850, с908, с988